# Sergueï Taboritski
Sergueï Vladimirovitch Taboritski ou Sergueï Taboritski (russe : Сергей Владимирович Таборицкий), né le  12 août 1897 à Saint-Pétersbourg en Russie et mort le 16 octobre 1980 à Limbourg-sur-la-Lahn en Allemagne de l'Ouest, est un nationaliste et monarchiste russe qui vit en Allemagne à partir des années 1920. Il s'est fait connaître pour sa participation à la tentative d'assassinat de l'ancien président du Parti constitutionnel démocratique russe  Pavel Milioukov, qu'il a menée en 1922 avec Piotr Chabelski-Bork et dans laquelle le journaliste et politicien Vladimir Dmitrievitch Nabokov a été abattu par Taboritski. Il est adjoint du dirigeant du Bureau pour les Réfugiés Russes en Allemagne de 1936 à 1945. Après 1942, il est membre du parti nazi et travaille avec la Gestapo.

## Biographie

### Jeunesse
Sergueï et son plus jeune frère, Nikolaï Taboritski, sont les enfants illégitimes de la tailleuse juive, propriétaire d'un magasin de mode, Anna Vladimirovna, et de son compagnon, Sergueï Alexandrovich Zapevalov, qui se sépare d'elle en 1901. Les deux frères sont élevés dans la foi orthodoxe. Le parrain de Sergueï est Vladimir Sabler. Les frères prennent le nom de famille du premier mari d'Anna Vladimirovna, également juif, Wulf Aizikovitch Taboritski, un marchand d'Achmiany, qui a quitté le pays bien avant leur naissance en 1887. Selon les documents, ils sont connus comme les enfants de Wulf Taboritski car le premier divorce de leur mère n'a lieu qu'en 1899. Leur mère épouse ensuite un noble nommé Marasanov, adoptant son nom de famille. Anna Marasanova meurt en mars 1914 en France. En 1915, Sergueï et Nikolaï essaient sans succès de se rendre au Consistoire Spirituel de Petrograd avec un plaidoyer afin d'être reconnus comme enfants de la « foi Orthodoxe russe » et ainsi se débarrasser (selon leurs mots) du « sceau de Caïn » (leur appartenance au judaïsme), citant leurs sentiments religieux et monarchistes.
Sergueï Taboritski est diplômé du Realschule de Gurevich en 1915. Il y eut plus tard des rumeurs comme quoi il participa à la Première Guerre mondiale sous le commandement du Grand Duc Michel Alexandrovitch de Russie au sein de la division sauvage, mais ceci semble peu probable : aucune information documentée sur ses activités de 1915 à 1919 n'a été retrouvée. Selon certaines sources, il est l'assistant du commissaire de la Douma d'État de l'Empire russe et député Georgy Deriouguine pendant cette période.
Après la Révolution de Février, il émigre en Ukraine, d'où il fuit vers l'Allemagne. A Kiev, dans une prison petlourite, il se rapproche du monarchiste Piotr Chabelski-Bork, avec qui il continue ensuite de communiquer durant tout son exil.

### Émigration en Allemagne
Taboritski vit dans un premier temps à Berlin, puis à Mecklembourg, et de janvier à mars 1922 à Munich. A Berlin, il est co-éditeur du journal antisémite Luch Sveta, qui est publié à partir d'avril 1919 et qui a notamment republié la célèbre falsification Les Protocoles des Sages de Sion.
En 1921, il rencontre accidentellement l'ancien politicien de la Douma d'Etat Alexandre Goutchkov dans une rue à Berlin, il l'attaque et le frappe à l'aide d'un parapluie, ce qui lui vaut quelques jours de détentions dans une prison locale.

### Tentative d'assassinat contre Pavel Milioukov
Sergueï Taboritski participe avec Piotr Chabelski-Bork à la préparation d'une tentative d'assassinat contre Pavel Milioukov. Afin de l'accomplir, ils se rendent à Berlin depuis Munich. Alors que Milioukov est en train de lire un discours dans l'ancien Philharmonique de Berlin, les deux s'approchent de la scène, chantent l'Hymne des tsars et ouvrent le feu sur lui. Lorsque Vladimir Dmitrievitch Nabokov se rue sur Piotr Chabelski-Bork, le frappant au bras avec lequel il tient le revolver, Taboritski tire trois fois à bout-portant sur Nabokov. Ce dernier meurt sur le coup, ayant reçu une balle en plein cœur. Après ça, alors que Taboritski, ayant récupéré ses habits dans la garde-robe, s'apprête à en sortir, une femme s’exclame : « Le tueur est ici ! » ; il est attrapé par la foule. En plus de Nabokov qui est mort lors de cet attentat, neuf personnes sont blessées, dont le président du groupe de Berlin du Parti constitutionnel démocratique, L. E. Eliachev, ainsi que l'un des éditeurs du journal Rul, Auguste Kaminka.
Un examen médical de Piotr Chabelski-Bork et Sergueï Taboritski permet d'établir que les deux consommaient des drogues depuis longtemps, et en avaient notamment pris une dose très importante le jour de l'assassinat.
Le procès de la tentative d'assassinat contre Milioukov a lieu du 3 au 7 juin 1922 au Tribunal criminel de Berlin (à Berlin-Moabit). Le tribunal condamne Taboritski à 14 ans de travaux forcés pour complicité dans la tentative d'assassinat et pour avoir intentionnellement et mortellement blessé Nabokov. Si le tribunal avait conclu au meurtre, il aurait été passible de la peine de mort. Il est cependant libéré au printemps 1927 en vertu d'une amnistie.

### Activités sous le régime nazi
À partir de mai 1936, Sergueï Taboritski est nommé sous-commissaire aux affaires d'émigration russe par Adolf Hitler, adjoint du général Vassili Biskoupski qu'il rencontra pour la première fois à Berlin en 1920, au sein du Bureau pour les Réfugiés russes en Allemagne (Vertrauensstelle für russische Flüchtlinge in Deutschland), créé par les nazis. Le rôle de Taboritski est notamment de tenir un registre de l'émigration russe et surveiller les opinions politiques des émigrés russes. Après la déclaration de guerre contre l'URSS, il dirige le recrutement parmi des émigrés russes de traducteurs pour la Wehrmacht, effectuant ses activités en contact direct avec la Gestapo.
En avril 1937, Sergueï Taboritski épouse Elisabeth von Knorre, petite-fille de l'astronome Karl Friedrich Knorre, qui est membre du parti nazi depuis 1931. Après de nombreuses requêtes (incluant une de Joseph Goebbels) et plusieurs refus, il obtient finalement la citoyenneté allemande en 1938 et rejoint le Parti national-socialiste des travailleurs allemands (NSDAP). Il cache l'origine juive de sa mère tout en lui inventant des origines allemandes et imagine des origines nobles à un père fictif, « Vladimir Vasilievitch Taboritski ». Prétendant être d'origine noble, il utilise son nom de famille germanisé précédé de « von » (von Taboritzki). Il prétend également que sa tentative d'assassinat contre Milioukov, qui était selon lui le « chef de la démocratie juive » et un « détestateur de l'Allemagne », est un exploit fait au nom de sa nouvelle patrie. Il se vante d'avoir été le premier à diffuser les Protocoles des Sages de Sion en Allemagne et à aider à la persécution des militants de gauche.
Il fonde en 1939 l'Organisation Nationale de la Jeunesse Russe. L'organisation est sous le contrôle direct de la Schutzstaffel (SS). Il s'agit d'une organisation semblable aux Jeunesses hitlériennes, auxquelles la nouvelle organisation est d'ailleurs subordonnée.
Dans les derniers jours de la guerre, Taboritski fuit Berlin et part vivre à Limbourg-sur-la-Lahn. Il continue de publier occasionnellement dans le journal monarchiste brésilien Vladimirsky Vestnik. Il meurt le 16 octobre 1980.